# Municipio de Dunbar (Dakota del Norte)
El municipio de Dunbar (en inglés: Dunbar Township) es un municipio ubicado en el condado de Sargent en el estado estadounidense de Dakota del Norte. En el año 2010 tenía una población de 103 habitantes y una densidad poblacional de 1,1 personas por km².

## Geografía
El municipio de Dunbar se encuentra ubicado en las coordenadas 46°9′36″N 97°33′36″O / 46.16000, -97.56000. Según la Oficina del Censo de los Estados Unidos, el municipio tiene una superficie total de 93.46 km², de la cual 93,44 km² corresponden a tierra firme y (0,02 %) 0,02 km² es agua.

## Demografía
Según el censo de 2010, había 103 personas residiendo en el municipio de Dunbar. La densidad de población era de 1,1 hab./km². De los 103 habitantes, el municipio de Dunbar estaba compuesto por el 100 % blancos. Del total de la población el 0 % eran hispanos o latinos de cualquier raza.